# BTMP–84
A BTMP–84 egy nehéz lövészpáncélos amelyet az ukrán Morozov Tervezőiroda fejlesztett ki azzal a céllal, hogy egyesítse a harckocsik tűzerejét és védettségét a lövészpáncélosok csapatszállító képességével. Csak egy kísérleti példány készült, sorozatban nem gyártották.

## Háttere
A tervezőiroda 1990–2000 között saját kezdeményezésre folytatott kísérletet egy olyan nehéz lövészpáncélos kifejlesztésére amely megállja a helyét akár egy modern harckocsival szemben is. Első debütálása a 2001-ben Abu-Dzabiban megrendezett IDEX szakkiállításán történt, majd ugyanez év szeptemberében az Ankarában megrendezett IDEF kiállításon is megjelent. A járművet a T–84U alvázára építették.

## Alváz
Az eredeti T–84 harckocsi alváza nem felelt meg a kívánalmaknak, ezért azt jelentősen módosítani kellett, többek közt a meghosszabbodott alváz miatt további görgőkkel kellett ellátni a futóművet, emellett a deszanttér miatt az erőátvitelt is át kellett tervezni.
A deszantteret a hátul elhelyezett – jobbra nyíló – ajtón keresztül hagyhatják el a katonák, szükség esetén azonban a deszanttér tetején elhelyezett nyíláson át is kimászhatnak a katonák.
A 6TD–2 motor egy kétütemű hathengeres mindenevő dízelmotor. A motor jól használható szélsőséges környezetben is, ilyen például a homokos terep, a motor -40 °C és +55 °C között működőképes.
A jármű pontos méreteiről a gyártó nem közölt információkat.

## Fegyverzet

### Fő fegyverzet
A BTMP–84 fő fegyverzete egy KBA3 125 mm-es simacsövű harckocsiágyú. Többféle lőszertípus áll rendelkezésre többek közt: kumulatív páncéltörő lőszer (HEAT), repesz-romboló lőszer (HE-FRAG), leválóköpenyes szárnystabilizált páncéltörő lőszer (APFSDS) vagy akár lézervezérlésű páncéltörő rakéta (ATGM) is indítható. Összesen 36 darab lőszer hordozására van lehetőség.

### Kiegészítő fegyverzet
A harckocsi másodlagos fegyverzetét egy párhuzamosított KT–7,62 7,62×54 mmR-es géppuska, tűzgyorsasága közel 250 lövés percenként, az összes lőszer-javadalmazása 1250 darab. Ehhez társul a tetőre szerelt, alapvetően légvédelmi feladatokat szolgáló KT–12,7 12,7 mm-es (12,7×108 mm) géppuska, amelyhez 450 darab lőszer áll rendelkezésre.

## Külső hivatkozások
- BTMP-84 Heavy Infantry Fighting Vehicle – A BTMP-84 angol nyelvű ismertetője a tervezőiroda honlapján.
- BMT-72/BTMP-84
- БТМП-84 – Orosz nyelvű ismertető.